# Marynarka handlowa

Bandera Brytyjskiej Marynarki Handlowej

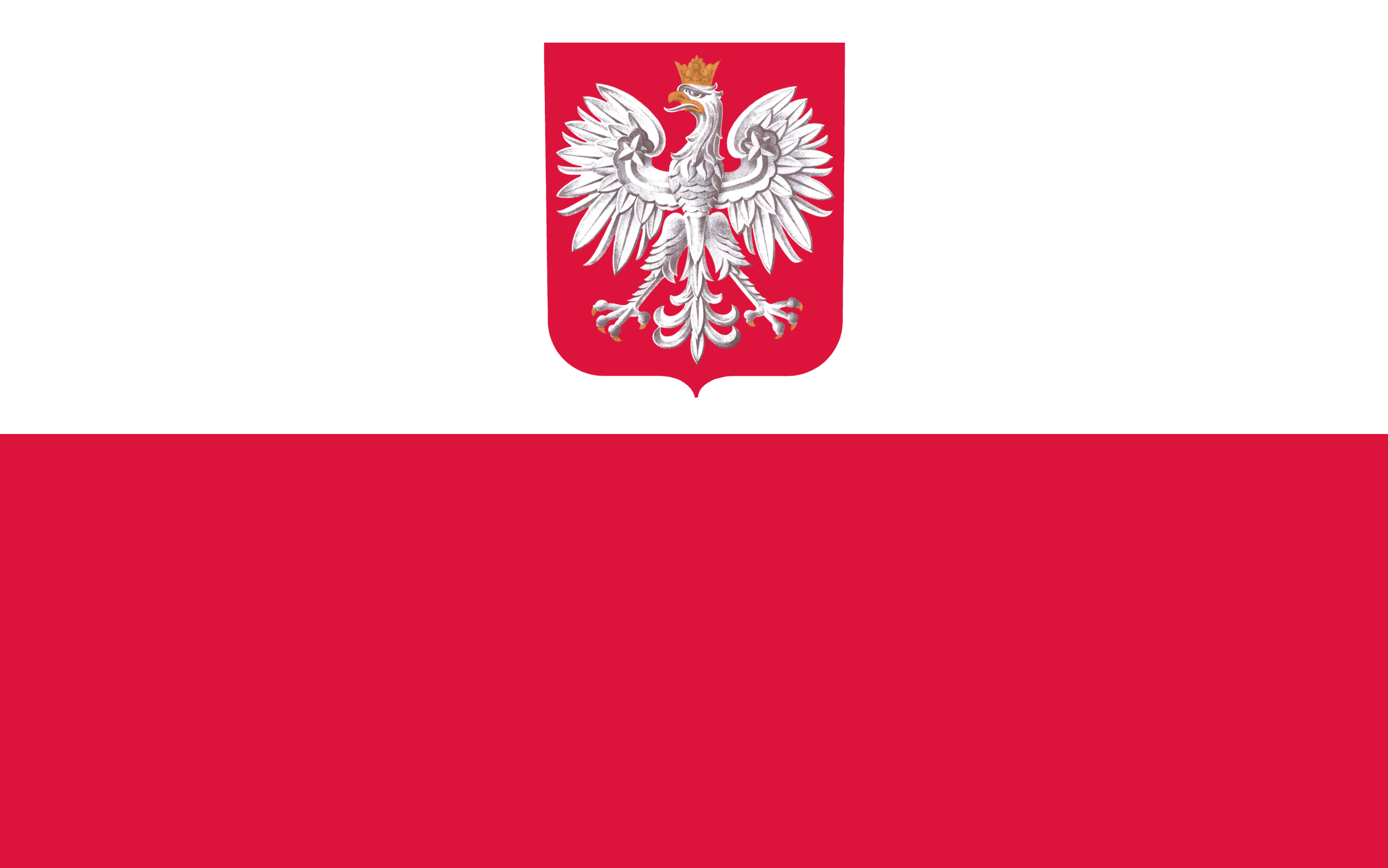
Bandera Polskiej Marynarki Handlowej

Marynarka handlowa – jednostki pływające danego państwa wraz z załogami, uprawiające:
- żeglugę,
- działalność w zakresie pozyskiwania zasobów morza (m.in. rybołówstwo, górnictwo),
- działalność sportowo-rekreacyjną (żeglarstwo),
- ratownictwo.

W odróżnieniu od marynarki wojennej, nie zalicza się do niej zaplecza na lądzie oraz statków specjalnych: hydrograficznych, naukowo-badawczych, sanitarnych, pomocniczych i statków urzędów celnych. Wszystkie statki marynarki handlowej muszą zostać wciągnięte do rejestru statków danego państwa, być zaaprobowane przez towarzystwa klasyfikacyjne, nosić banderę kraju, w którym są zarejestrowane wraz z oznaczeniem portu macierzystego. Marynarka handlowa podlega uregulowaniom prawnym państwa danej bandery (prawo morskie), jak i również międzynarodowemu prawu morza.
Niektóre kraje niemające dostępu do morza mogą posiadać własną marynarkę handlową (m.in.: Szwajcaria, Czechy, Luksemburg). Inne, mimo niewielkiego potencjału gospodarczego i tradycji morskiej, z racji niskich opłat lub liberalnych przepisów (tzw. tanie bandery) legitymują się nieproporcjonalnie dużymi marynarkami handlowymi, np. Panama, Liberia, Bahamy i inne. Właśnie przez zjawisko ucieczki taboru pływającego pod tanie bandery, Polska Marynarka Handlowa na posiadane w 2007 roku 114 jednostek o pojemności powyżej 1000 BRT, zarejestrowała w Polsce jedynie 11.